# Jonathan de Guzmán
Jonathan Alexander de Guzmán, född 13 september 1987 i Scarborough, Ontario, Kanada, är en nederländsk fotbollsspelare som spelar som mittfältare för Sparta Rotterdam. Han spelar även för Nederländernas fotbollslandslag.
Hans äldre bror Julian de Guzman har också varit en professionell fotbollsspelare som bland annat representerade Kanadas fotbollslandslag.

## Karriär
Den 19 oktober 2020 värvades de Guzmán av grekiska OFI Kreta, där han skrev på ett ettårskontrakt. I juni 2021 förlängde de Guzmán sitt kontrakt med två år.
Den 22 juli 2022 värvades de Guzmán av Sparta Rotterdam, där han skrev på ett ettårskontrakt med option på ytterligare ett år.

## Meriter
Feyenoord
- KNVB Cup: 2007/2008

Swansea City
- Engelska Ligacupen: 2012/2013

Napoli
- Supercoppa italiana: 2014

Eintracht Frankfurt
- DFB-Pokal: 2017/2018